# Mirena Küng
Pour les articles homonymes, voir Küng.
Mirena Küng, née le 29 mai 1988 à Appenzell, est une skieuse suisse, spécialiste des épreuves de vitesse.

## Biographie
Mirena Küng prend part au cirque blanc à partir de la saison 2006-2007 et la Coupe d'Europe deux ans plus tard. Elle gagne ensuite la médaille d'argent à l'Universiade d'hiver de 2009 lors de la descente et deux titres de championne de Suisse junior.
Elle fait ses débuts en Coupe du monde en mars 2011 à Tarvisio, où elle est 31e du super combiné. Elle obtient ses premiers points en décembre 2011 à Lake Louise avec une 29e place au super G. Elle continue l'hiver par une victoire en Coupe d'Europe.
En mars 2013, elle est 14e de la descente de Garmisch-Partenkirchen, enregistrant son meilleur résultat dans l'élite à cette occasion. La suite de sa carrière est rendue difficile du fait de blessures. Elle manque notamment la saison 2013-2014 et doit arrêter la saison suivante en janvier.
Elle annonce la fin de sa carrière en 2018.
En mai 2021, Swiss ski la nomme à une poste d'entraîneur-assistant (équipe technique) de l'équipe féminine de Coupe du monde.

## Palmarès

### Coupe du monde
- Meilleur classement général : 86e en 2013.
- Meilleurs résultat : 14e.

| Saison/Classement | Général | Général | Descente | Descente | Super G | Super G |
| Saison/Classement | Class.  | Points  | Class.   | Points   | Class.  | Points  |
| ----------------- | ------- | ------- | -------- | -------- | ------- | ------- |
| 2011-2012         | 99e     | 15      | 42e      | 13       | 46e     | 2       |
| 2012-2013         | 86e     | 31      | 32e      | 31       | -       | -       |
| 2015-2016         | 111e    | 8       | 44e      | 8        | -       | -       |

### Coupe d'Europe
- Meilleur classement général : 31e en 2010-2011.
- Troisième du classement final de la descente en 2011-2012.
- 1 victoire.

| Saison/Classement | Général | Général | Descente | Descente | Super G | Super G | Combiné alpin | Combiné alpin |
| Saison/Classement | Class.  | Points  | Class.   | Points   | Class.  | Points  | Class.        | Points        |
| ----------------- | ------- | ------- | -------- | -------- | ------- | ------- | ------------- | ------------- |
| 2008-2009         | 177e    | 4       | 64e      | 4        | -       | -       | -             | -             |
| 2009-2010         | 74e     | 90      | 35e      | 24       | 21e     | 66      | -             | -             |
| 2010-2011         | 31e     | 223     | 9e       | 125      | 19e     | 63      | 35            |               |
| 2011-2012         | 37e     | 219     | 3e       | 203      | 51e     | 16      | -             | -             |
| 2012-2013         | 61e     | 138     | 19e      | 50       | 16e     | 79      | 37e           | 9             |
| 2015-2016         | 65e     | 124     | 16e      | 113      | 48e     | 11      | -             | -             |

| Saison / Épreuve | Descente           | Total |
| ---------------- | ------------------ | ----- |
| 2012-2013        | Bad Kleinkirchheim | 1     |
| Total            | 1                  | 1     |

### Universiades
| Édition / Épreuve                   | Descente | Super G | Slalom géant | Slalom |
| ----------------------------------- | -------- | ------- | ------------ | ------ |
| Universiade d'hiver de 2009 Harbin  | Argent   | Abandon | 11e          | 15e    |
| Universiade d'hiver de 2011 Erzurum | -        | 6e      | 7e           | 24e    |